# The Dumb Bandit
The Dumb Bandit est un film muet américain réalisé par Francis Ford et sorti en 1916.

## Fiche technique
- Réalisation : Francis Ford
- Scénario : Grace Cunard
- Durée : 10 minutes
- Date de sortie : États-Unis : 9 mars 1916

## Distribution
- Francis Ford
- Edna Maison
- Grace Cunard